# 수프와 이데올로기
수프와 이데올로기(Soup and Ideology)는 한국, 일본에서 제작된 양영희 감독의 2021년 다큐멘터리 영화이다. 양영희 등이 주연으로 출연하였다.

## 출연

### 주연
- 양영희
- 강정희
- 아라이 카오루

## 수상 목록
- 2023년 제43회 한국영화평론가협회상 다큐멘터리부문 독립영화지원상 (양영희)